# 리페

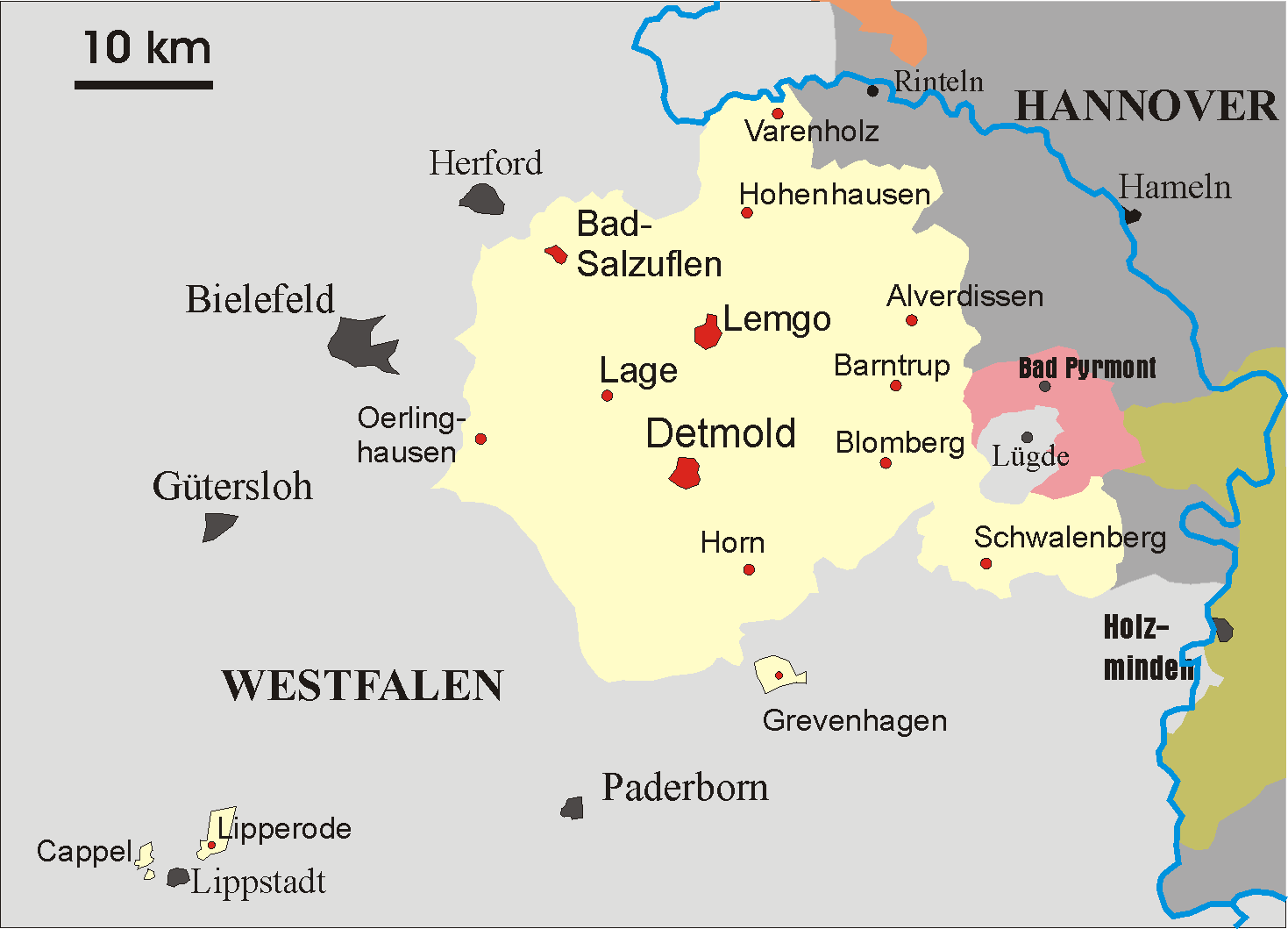
리페 후국 지도

리페(독일어: Lippe) 또는 리페데트몰트(독일어: Lippe-Detmold)는 1949년까지 독일 서부에 있었던 영방국가였다. 수도는 데트몰트에 두고 있었다. 면적은 1,215km2. 2002년 현재 리페 현의 인구는 36만 5000명이다.

국기
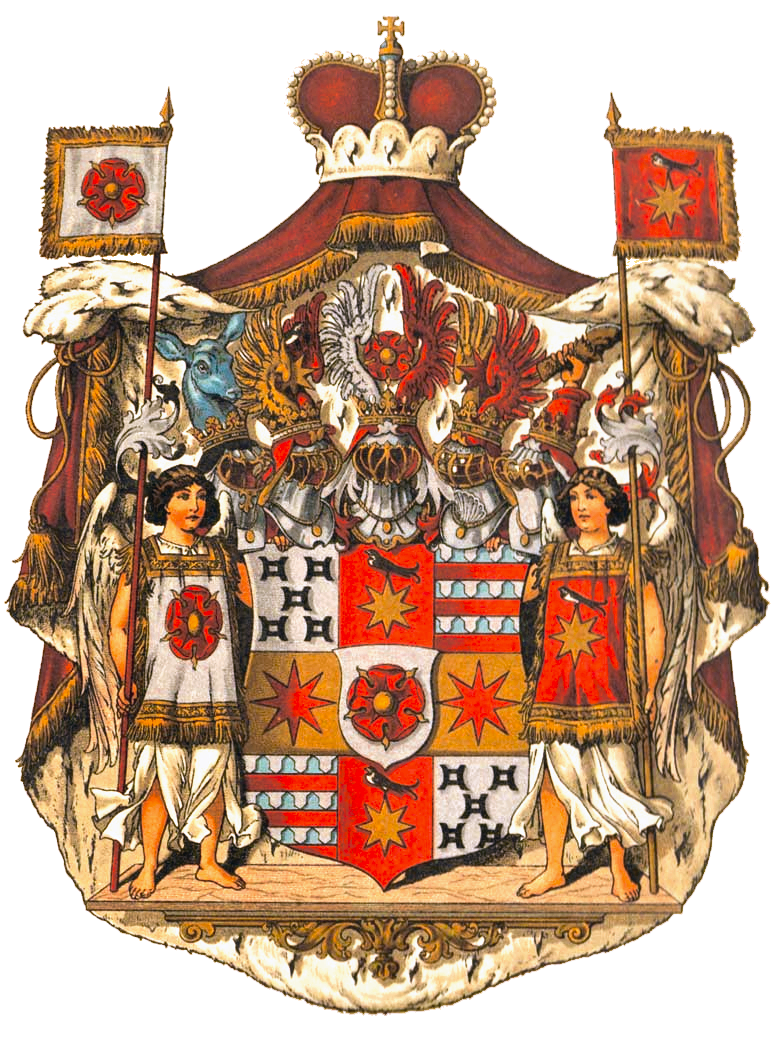
국장

## 역사
리페 지역은 1129년에 영주령(Herrschaft Lippe)이 되었고, 1616년 공가가 넷으로 분열되었다. 1720년에 후작령(Fürstentum Lippe)이 되었다. 1749년에 분열된 리페 지역이 재통일되었고, 1815년부터 1866년까지는 독일 연방의 소속국이었다. 이후, 북독일 연방을 거쳐 1871년 독일 제국의 일부가 되었다. 1918년 제1차 세계 대전 패전의 여파로 레오폴트 4세가 퇴위, 자유주가 되었다. 그 후 1949년 주의 지위를 잃고 노르트라인-베스트팔렌 주에 합병되어 리페 현이 되었다.

## 역대 군주
- 1789년 - 1802년 레오폴트 1세 (1767-1802)
- 1802년 - 1851년 레오폴트 2세 (1800-1851)
- 1851년 - 1875년 레오폴트 3세 (1821-1875)
- 1875년 - 1895년 볼데마르 (1824-1895)
- 1895년 - 1905년 카를 알렉산더 (1831-1905)
- 1905년 - 1918년 레오폴트 4세 (1871-1949)